# Édouard Allou
Pour les articles homonymes, voir Allou.
Édouard Allou, né le 6 mars 1820 à Limoges et mort le 12 juillet 1888 à Neuilly-sur-Seine, est un avocat et homme politique français.

## Biographie
Fils de Charles-Nicolas Allou, polytechnicien et ingénieur en chef au corps des mines, il suit de brillantes études à Paris, au lycée Bourbon, puis à l'École de droit, se fait inscrire au barreau de Paris, le 4 novembre 1841. Secrétaire de la conférence des avocats l'année suivante, il plaide avec distinction à la Cour d'assises, puis, pour se rompre à la pratique des affaires, travaille pendant deux ans dans une étude d'avoué, devient secrétaire de Liouville et acquiert bientôt, au civil comme au criminel, une réputation méritée.
En 1849, Odilon Barrot, garde des sceaux, l'appelle à faire partie de la commission de réforme du code d'instruction criminelle ; il devient aussi avocat de l'administration des hospices et des douanes ; élu pour la première fois membre du Conseil de l'Ordre en 1852, il en fait presque constamment partie. Bâtonnier en 1866 et en 1867, il plaide, sous le second Empire, de nombreux procès, parmi lesquels on cite les affaires Mérentié, Poulmann, Dubouchage, Patterson, Mirès, Laffitte, Bauffremont, Proudhon, Émile de Girardin ; il se fait aussi une spécialité des affaires en séparation de corps.
Mêlé à la politique du parti libéral, il lutte assez vivement contre le gouvernement de l'Empire. Aux élections générales de 1869, les libéraux du département de Maine-et-Loire ayant proposé à Allou d'appuyer sa candidature dans l'arrondissement de Baugé ou dans celui d'Angers, il écrit une lettre adressée au journal radical l'Ouest, qui lui reproche d'être patronné par Alfred de Falloux et de Fitz-James.
En réalité, sa candidature au Corps législatif n'est sérieusement posée que le 1er novembre 1869, dans la 4e circonscription de la Seine, par suite de l'option d'Ernest Picard pour Montpellier. Il se présente comme libéral modéré, également opposé au gouvernement autoritaire et à la révolution. Il échoue, avec 146 voix seulement sur 20,826 votants, contre Glais-Bizoin, candidat démocrate.
En vue de l'élection législative partielle du 27 avril 1873, il mène une campagne dans les réunions publiques pour soutenir la candidature républicaine conservatrice de Rémusat contre celle de Barodet. Plus tard, après l'acte du 16 mai, il se charge de la défense de Gambetta, poursuivi par le ministère pour la fameuse formule de son discours de Lille : « se soumettre ou se démettre, » et il prend une part considérable aux délibérations du comité de jurisconsultes dit de la « résistance légale. » Toutefois, il n'entre complètement dans la vie politique et parlementaire que le 10 juillet 1882, jour où il est élu sénateur inamovible, par 150 voix sur 153 votants, en remplacement du général de Cissey, décédé. Il prend place au centre gauche, mais il se rapproche de la droite dans la plupart des votes importants.

## Décorations
Officier de la Légion d'honneur en 1882, chevalier en 1875